# Langues guahibanes
Les langues guahibanes (ou guajiboanes) sont une famille de langues amérindiennes d'Amérique du Sud, parlées au Venezuela et en Colombie.

## Classification

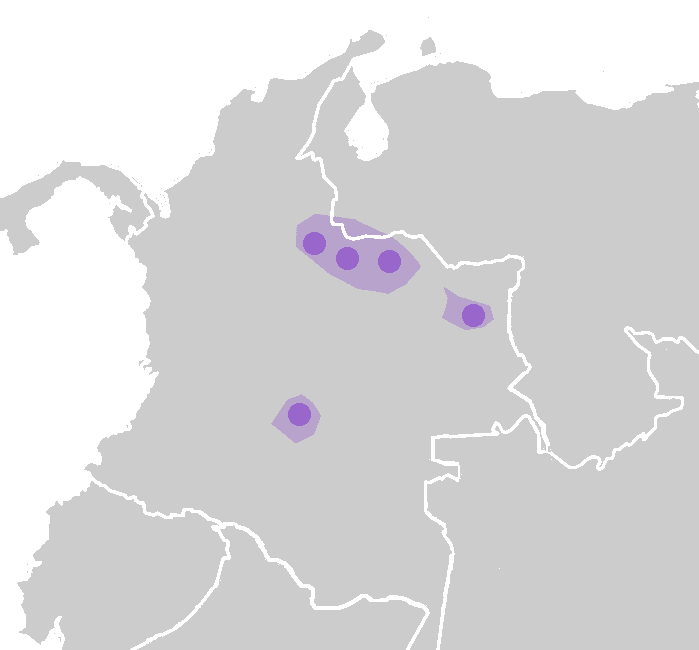
Localisation originelle, en clair, et actuelle, en foncé, des langues guahibanes.

Les langues guahibanes sont souvent liées dans une même famille linguistique avec les langues arawakiennes et les langues arawanes. De nombreux linguistiques doutent de la réalité du lien entre langues guahibanes, arawanes et arawakiennes.

## Liste des langues
Les langues guahibanes sont au nombre de cinq.
- Le cuiba
- Le sikuani ou guahibo
- Le guayabero
- Le macaguán ou jitnu
- Le playero